# اونیروکو دان
اونیروکو دان (به انگلیسی: Oniroku Dan) متولد ۱۶ آوریل ۱۹۳۱ - وفات ۶ مه ۲۰۱۱، نویسنده ژاپنی است. او را مشهورترین نویسنده رمان‌های محبوب بی‌دی‌اس‌ام در ژاپن نامیده‌اند. او خالق رمان برجسته گُل و مار بود که در ساخت و تولید تعداد بسیاری ازفیلم‌ها مورد اقتباس قرار گرفت. تقریباً تمام داستان‌های اونیروکو دان فیلمبرداری شده‌اند.
از بارزترین آن‌ها می‌توان از فیلم گل و مار ۱۹۷۴ که توسط استودیوی نیک‌کاتسو و به کارگردانی ماسارو کونوما تولید شد، نام برد؛ که باعث شروع دنباله‌های سینمایی پرطرفداری به سبک پورنو رومی گردید؛ و شرکت نیک‎کاتسو را از سقوط مالی دهه ۱۹۷۰ نجات داد. اونیروکو دان در طول زندگی حرفه‌ای خود با نائومی تانی که از او به عنوان ملکه فیلم‌‌های صورتی نام بُرده می‎شود؛ ارتباط حرفه‌ای نزدیک داشت.
ساخت مجموعه فیلم‌های سینمایی و پرطرفدار گل و مار، که در ردهٔ فیلم‌های صورتی دسته‌بندی می‌شوند؛ از سال ۱۹۶۵ تا ۲۰۱۴ ادامه پیدا کرده‌است. طرفداران رُمان اونیروکو دان در ژاپن، به صورت یک فرقه مهم مطرح هستند.

## زندگی و شغل
اونیروکو دان با نام یوکیهیکو کورویوا (به ژاپنی: 黒岩 幸彦) در استان شیگا در ۱۶ آوریل ۱۹۳۱ در ژاپن به دنیا آمد. پدرش، «نوبویوکی کورویوا»، زمانی قصد داشت فیلمنامه‌نویس شود. مادر او، «یوکی کاتوری»، بازیگر سابق سینما و شاگرد سابق این رمان‌نویس بود؛ که از نام مستعار «سانجوگو نائوکی» استفاده می‌کرد؛ این دومین ازدواج او بود. در سال ۱۹۴۴پدر دان به کار در اوساکا منصوب شد و تمام خانواده به منطقه کانسای نقل مکان کردند. در آنجا دان در مدرسه راهنمایی و دبیرستان« کوانسی گاکوین»، گاکوین تحصیل کرد و از گروه حقوق دانشگاه «کوانسی گاکوین» فارغ‌التحصیل شد. دان بلافاصله پس از فارغ‌التحصیلی در سال ۱۹۵۵به توکیو نقل مکان کرد. علاقه دان به فیلم در اوایل زندگی پرورش یافت زیرا والدینش صاحب یک سالن سینما بودند.
دان همچنین ادعا کرد که در اوایل زندگی علاقه خود را به بی‌دی‌اس‌ام کشف کرده‌است: "من حتی در مهدکودک هم از این نوع چیزها خوشم می‌آمد. به یاد دارم که در اوایل دهه بیست و چند سالگی او یک معلم جوان دوست داشتنی داشتیم. بیش از هر چیز دیگری در دنیا می‌خواستم. او را بِبَندم». دان که در طول جنگ جهانی دوم بزرگ شد، زبان انگلیسی را از اسرای جنگی آمریکایی آموخت. در دهه ۱۹۵۰، او به عنوان مترجم برای برنامه‌های تلویزیونی انگلیسی زبان، از جمله «آلفرد هیچکاک ارائه می‌کند» کار کرد. در دهه ۱۹۶۰، دن در یک دبیرستان انگلیسی تدریس می‌کرد. او هنگام تدریس شروع به نوشتن فیلم‌نامه با نام مستعار «ماتسوگورو کورویوا» برای فیلم‌های صورتی کرد؛ که توسط استودیوهای کوچک مستقل تولید می‌شدند. در همان مراحل اولیه کارش بود که رابطه حرفه ای طولانی دان با بازیگر خانمی به‎نام نائومی تانی را آغاز کرد.

## شهرت
در سال ۱۹۵۶، دان برای «مرگ در نانیوا» جایزه افتخاری را به دست آورد، که با نام ماتسوجیرو کورویوا (به ژاپنی: 黒岩松次郎) در مسابقه «جام آماتورها» که توسط مجله «بسیاری از مطالب خواندنی» بونگی‌شونجو حمایت می‌شد، ارائه کرد. در سال ۱۹۵۷ و در یازدهمین «جام آماتورها» به او جایزه نایب قهرمانی برای «اویاکودون» اهدا شد.
با این حال، رمان گل و مار اثری است که او را به شهرت رساند. این رمان برای اولین بار در مجله «باشگاه اِس‌اَنداِم کیتان» با نام مستعار دیگری به نام کیوتارو هاناماکی (به ژاپنی: 花巻京太郎) منتشر شد؛ که دان در اوایل کار خود از آن استفاده می‌کرد. علاوه بر آن یک فیلم گل و مار نیز در سال ۱۹۷۴ منتشر شد، این رمان الهام بخش مجموعه‌ای از نه کتاب و سری جدیدی از فیلم‌هایی به سبک پورنو رومی شرکت نیتک‌کاتسو بود؛ که بین سال‌های ۱۹۸۵ و ۱۹۸۷منتشر شد.
در سال ۱۹۷۴، پس از سال‌ها مذاکره، نیک‌کاتسو سرانجام موفق شد نائومی تانی را برای سریال‌های پورنو رومی خود، و موافقت با درخواست نائومی مبنی بر ساخت اولین فیلم‌اش بر اساس رمان گل و مار دان، به خدمت بگیرد. دان و تانی به اختلاف بین داستان رمان دان و فیلم‌نامه که توسط کارگردان ماسارو کونوما و فیلمنامه‌نویس یوزو تاناکا ساخته شده بود؛ اعتراض کرده بودند. فیلم گل و مار، به یک موفقیت بزرگ برای استودیو تبدیل شد؛ و همزمان با شروع ژانر بسیار موفق اِس‌اَنداِم فیلم‌های پورنورومی نیک‌کاتسو، نائومی تانی به عنوان ملکه پورنو رومی معرفی شد.
ملکه که هنوز از تغییرات داستان دان برای گل و مار رنجیده بود، از شرکت در ادامه آن فیلم یعنی «همسری که قربانی شود» خودداری کرد. در مصاحبه‌ها، دان ادعا کرد: "که فیلم دوم حتی موفق‌تر از گل و مار بود" بر اساس داستانی بود که او نوشته بود، اما او اصرار داشت که نامش از تیتراژ حذف شود. کارگردان ماسارو کونوما، با این حال، می‌گوید که این یک داستان اصلی توسط یوزو تاناکا بود.
با این وجود، دان و نیک‌کاتسو توانستند اختلافات خود را حل کنند، و دان بعداً حقوق انحصاری رمان‌های خود را به استودیو داد، که بسیاری از آنها با نائومی تانی فیلم‌برداری شدند. ارتباط دان با نیک‌کاتسو بیش از ده سال ادامه داشت، حتی پس از بازنشستگی تانی از سینما. اگرچه فیلم‌ها گاهی به دلیل قابلیت پیش‌بینی‌پذیری‌شان مورد انتقاد قرار می‌گرفتند؛ امّا ساختار فرمولی که او برای اکثر فیلم‌نامه‌های فیلمش ایجاد کرد، به مدلی برای دنباله‎های سینمایی، پورنو موفق و ماندگار نیک‎کاتسو تبدیل شد.
گل و مار و دیگر آثار دان که در مجلات مختلف اِس‌اَنداِم مانند «باشگاه کیتان»، «باشگاه فوزوکو»، «اورامادو» و «ابو هانتر» منتشر شده بودند، در دسترس عموم قرار گرفت. علاوه بر این، او بر بسیاری از نویسندگان بعدی که بعدها موضوع سادومازوخیسم را مطرح کردند، مانند موراکامی ریو، تأثیر گذاشت؛ بنابراین، اگر چه آثار اونیروکو عموماً یک ادبیات پرحاشیه محسوب نمی‌شوند، بلکه یک پورنوگرافی ملایم هستند، تأثیر او بر برخی از آثار داستانی و صنعت فیلم ژاپنی قابل توجه است. علاوه بر این، دان نه تنها به صنعت فیلم صورتی ژاپن کمک  شایانی کرد، بلکه به انتشارات اِس‌اَنداِم نیز کمک کرد، زیرا او یک مجله دیگر اِس‌اَنداِم به نام «اِس‌اَنداِم کینگ» در سال ۱۹۷۲ تأسیس کرد (که تا سال ۱۹۷۴ فعال بود).

## بازنشستگی و بازگشت به نوشتن
در اوایل دهه ۱۹۹۰ و بعد از نوشتن بیش از دویست رمان اِس‌اَنداِم، دان نوشتن را متوقف کرد و در نهایت یک سرمایه‌گذاری تجاری ناموفق را آغاز کرد. پس از وقفه ای نزدیک به ده سال، او به نویسندگی بازگشت و زندگی‌نامه خود را با نام «دنیای اونیریکو دان: گل باید زرشکی باشد» منتشر کرد. بلافاصله پس از خروج از بازنشستگی، محبوبیت او به حدی بالا بود؛ که درگیر هشت رمان مجلات سریالی و نوشتن کتاب دیگری شد.

## آثار به زبان انگلیسی
چهار داستان دان که ابتدا در سال ۱۹۹۷ به زبان ژاپنی منتشر شد، در سال ۲۰۱۰ توسط «انستیتو ورتیکال»، به زبان انگلیسی منتشر شد. مجموعه این داستان‌ها «فصل بی‌وفایی» نام دارد. آخرین داستان مجموعه، «شکوفه شگفت‌انگیز»، حکایتی از رابطه دان با نائومی تانی است و همچنین شامل یادداشت‌هایی دربارهٔ سه «ملکه» دیگر نیک‌کاتسو به نام‎های «جونکو مابوکی»، «ایزومی شیما» و «میکی تاکاکورا» است.

## نقد سبک اِس‌اَنداِم
اونیروکو دن متأهل و دارای فرزندان بود؛ و نیکلاس بورنوف او را به عنوان "مردی با هاله‌ای واقعی، از سمت استادی نسبتاً عجیب و غریب و راحت" توصیف می‌کند. در مورد اِس‌اَنداِم و فانتزی‌های اسارت با همسرش، دن پاسخ داد: "به هیچ وجه! او من را می‌زند." کارگردان ماسارو کونوما، فیلم‌های اولیه اِس‌اَنداِم خود را "اِس‌اَنداِم از نوع اروپایی" می‌نامد و می‌گوید: "بعدها اِس‌اَنداِم به شیوه‌های ژاپنی بسیاری توسعه یافت".
روش اونیروکو دان و اهداف اِس‌اَنداِم برای مجازات، حبس و احساس شرم و اینکه اونیروکو دان از اِس‌اَنداِم به عنوان تنبیه متنفر است. رمان‌ها و فیلمنامه‌های او حول مفهوم "تحقیر" متمرکز شده‌اند. نظر ماسارو کونوما را با مشاهده این موضوع می‌توان تأیید کرد: "ویراستاران فیلم‌نامه نویسان من اغلب اِس‌اَنداِم را با ظلم اشتباه می‌گیرند و از من می‌خواهند که "داستان مجازات" برای آنها بنویسم. این نوع داستان خارج از قلمرو من است. مفهوم من از اِس‌اَنداِم "میل جنسی تحریف شده" یا سرگیجه شدید است. این یک فانتزی مردانه است که از عشق ناشی می‌شود. از دیدن یک زیبایی که از طریق حس شرم رنج می‌برد؛ بنابراین، سبک من حاوی یک سبک عاشقانه، زیبایی شناختی و گاهی اوقات یک رایحه منحط است".
ماسارو کونوما دربارهٔ شخصیت‌های زن دان می‌گوید: "او در رمان‌هایش به دنبال زیبایی زنان است. زن ایده آل و شروع به فروش یک "فانتزی" اِس‌اَنداِم به خوانندگان خود می‌کند". به گفته نائومی تانی، هنرپیشه بی‌نقص فیلم دان: "باید در کیمونو خوب به نظر برسد؛ او باید موهای بلند و مشکی داشته باشد؛ او باید مقدار مشخصی چربی داشته باشد تا طناب اسارت، تأثیر واضحی روی پوستش بگذارد. و او باید در زیر شکنجه، با حالات چهره قوی باشد."
دان گفت که نائومی تانی همه این شرایط را دارد و او از او به عنوان الگوی چند زن در رمان‌هایش استفاده کرده‌است. دان در مورد بازنشستگی ناگهانی نائومی تانی در اوج محبوبیتش در سال ۱۹۷۹ گفت: "من در شوک فرورفتم. این پایان یک گروه طلایی بود. تقریباً تصمیم گرفتم نویسندگی را رها کنم". بورنوف در جمع بندی آثار دان می‌گوید: "دان مهارتی دارد که سادیسم را قابل احترام می‌کند".دان با اظهار نظر در مورد محبوبیت فزاینده فرقه فیلم‌های پورنو رومی نیک‌کاتسو در ایالات متحده، شیوه‌های متفاوت بیان فرهنگی و هنری بین دو کشور را تصدیق کرد و گفت: "من درک می‌کنم که برخی از جنبه‌های فیلم صورتی در آمریکا قابل قبول نیست. اما در نهایت، اگر مردم آمریکا کیفیتی ویژه در دنیای آثار اونیروکو دان را از طریق فیلم‌های جنسی او تشخیص دهند، من بسیار خوشحالم."

## فیلم‌شناسی آثار اقتباس شده
گل و مار کارگردان: شینتارو کیشی بازیگر: کوزو هیدوری (۱۹۶۵)
گل و مار کارگردان: ماسارو کونوما؛ بازیگر: نائومی تانی (۱۹۷۴)
شور اوریو: پوست اسارت کارگردان: کاتسوهیکو فوجی؛ بازیگر: نائومی تانی (۱۹۷۵)
گل بانوی ماه با نام مستعار گل شب کارگردان: کاتسوهیکو فوجی؛ بازیگر: نائومی تانی (۱۹۷۶)
پری در قفس کارگردان:کویو اوهارا؛ بازیگر: نائومی تانی (۱۹۷۷)
جذابیت: پرتره بانو کارگردان: کویو اوهارا؛ بازیگر: نائومی تانی (۱۹۷۷)
پوست گل رز کارگردان: کاتسوهیکو فوجی؛ بازیگر: نائومی تانی (۱۹۷۸)
طناب جهنم کارگردان: کویو اوهارا؛ بازیگر: نائومی تانی (۱۹۷۸)
زیباشناسی طناب کارگردان: شوگورو نیشیمورا؛ بازیگر: نائومی تانی (۱۹۷۸)
بانوی رز سیاه با نام مستعار مادام رز سیاه کارگردان: شوگورو نیشیمورا; بازیگر: نائومی تانی (۱۹۷۸)
ستاره داوود: شکارچی دختر زیبا کارگردان: نوریفومی سوزوکی بازیگر: هیرومی نامینو (۱۹۷۹)
طناب و پوست کارگردان: شوگورو نیشیمورا؛ بازیگر: نائومی تانی (۱۹۷۹)
عروسک عروس کارگردان: کاتسوهیکو فوجی؛ بازیگر: آساکو کورایوشی (۱۹۷۹)
لباس سفید در جهنم طناب کارگردان: شوگورو نیشیمورا؛ بازیگر: جونکو مابوکی (۱۹۸۰)
بانوی اسارت شعله‌ور کارگردان: کاتسوهیکو فوجی؛ بازیگر: جونکو مابوکی (۱۹۸۰)
تصویر یک دختر مقید کارگردان: ماسارو اونوما؛ بازیگر: کومیکو هایانو (۱۹۸۰)
منشی انضباط طناب کارگردان: هیدهیرو ایتو؛ بازیگر: جونکو مابوکی(۱۹۸۱)
برده طناب خانم منشی دفتر کارگردان: کاتسوهیکو فوجی؛ بازیگر: جونکو مابوکی(۱۹۸۱)
معلم زن در جهنم طناب کارگردان: شوگورو نیشیمورا؛ بازیگر: جونکو مابوکی (۱۹۸۱)
دختر و اسب چوبی شکنجه کارگردان: فومیهیکو کاتو؛ بازیگر: سرینا نیشیکاوا (۱۹۸۲)
زن آبی کارگردان: کاتسوهیکو فوجی بازیگر: ایزومی شیما (۱۹۸۲)
روح مخملی با موهای تیره کارگردان: واتانابه مامورو؛ بازیگر: ایزومی شیما (۱۹۸۲)
رشته طناب آرایشگر زن کارگردان: هیدهیرو ایتو؛ بازیگر: جونکو مابوکی (۱۹۸۲)
زیبایی در جهنم طناب کارگردان: جنجی ناکامورا؛ بازیگر: میکی تاکاکورا (۱۹۸۳)
زیباشناسی طنابِ زیبا کارگردان: کاتسوهیکو فوجی؛ بازیگر: میکی تاکاکورا (۱۹۸۳)
سوراخ مار کارگردان: کاتسوهیکو فوجی؛ بازیگران: ایزومی شیما (۱۹۸۳)
اونیروکو دان: بهترین‌های اِس‌اَنداِم کارگردان: فومیهیکو کاتو (۱۹۸۴)
طناب شکنجه کارگردان: ایکو سکیموتو; بازیگر: میکی تاکاکورا (۱۹۸۴)
شکنجه زن اسیر کارگردان: ساتورو کوبایاشی بازیگر: یوی مایساکا (۱۹۸۴)
گل و مار: مانند جهنم کارگردان: شوگورو نیشیمورا بازیگر:کائوری آسو (۱۹۸۵)
دو طناب شکنجه کارگردان: ایکو سکیموتو; بازیگر: میکی تاکاکورا (۱۹۸۵)
گُل و مار: بردهِ طنابِ اونیفورم سفید کارگردان:شوگورو نیشیمورا بازیگر: ران ماساکی (۱۹۸۶)
گل و مار: تنبیه کارگردان:شوگورو نیشیمورا بازیگر: میناکو اوگاوا (۱۹۸۶)
معلم زیبا در جهنم شکنجه کارگردان:ماساهیتو سگاوا؛ بازیگر: ران ماساکی (۱۹۸۶)
مار و شلاق کارگردان: شوگورو نیشیمورا؛ بازیگر: ران ماساکی (۱۹۸۶)
گل و مار: طناب جادویی کارگردان ماسایوکی سوئو؛ بازیگر: مای هایامی (۱۹۸۷)
همسری که مورد آزار قرار می‌گیرد کارگردان: شوجی کاتاوکا؛ بازیگر: شیهوری ناگاساکا (۱۹۸۷)
خواهران قربانی شوند کارگردان: شوگورو نیشیمورا; بازیگر: میناکو اوگاوا (۱۹۸۷)
ماسک عجیب و غریب در جهنم کارگردان: فومیهیکو کاتو؛ بازیگر: یوشیمی کاشیواگی (۱۹۸۸)
گل و مار (۲۰۰۴) کارگردان تاکاشی ایشی؛ بازیگر: آیا سوگیموتو (۲۰۰۴)
گل و مار ۲ کارگردان: تاکاشی ایشی؛ بازیگر: آیا سوگیموتو (۲۰۰۵)
گل و مار ۳ کارگردان: یوسوکه ناریتا؛ بازیگر: میناکو کوموکای (۲۰۱۰)
کشتی برده کارگردان: ساتوشی کاندا؛ بازیگر: کیوکو آیزوم (۲۰۱۰)
گل و مار: صفر کارگردان: هاجیمه هاشیموتو؛ بازیگر: مایکو آمانو (۲۰۱۴)